# Anna-Clara Romanus-Alfvén
Anna-Clara Romanus-Alfvén, född 24 november 1874 i Landskrona, död 9 november 1947 i Lilla och Stora Essingens kyrkobokföringsdistrikt, Stockholm, var en svensk läkare. 
Hon var syster till Anton och Carl Romanus, gift med läkaren Johannes Alfvén samt mor till Hannes Alfvén.
Romanus genomgick Landskrona elementarskola för flickor och blev student som privatist vid Malmö högre allmänna läroverk 1893. Hon avlade folkskollärarexamen vid Kalmar seminarium 1895 och var ordinarie folkskollärarinna i Eskilstuna 1895–1897. Hon avlade därefter mediko-filosofisk examen 1898 i Lund, blev medicine kandidat 1902 i Stockholm och medicine licentiat 1906 i Lund. 
Romanus var extra ordinarie amanuens i patologi vid Karolinska institutet 1900–1902, läkare vid Fröbelinstitutet i Norrköping 1909–1912 och skolläkare vid flickläroverket där från 1914. Hon var anställd som lärarinna i hygien vid flickläroverket samt folk- och fortsättningsskolor i Norrköping samt flera andra orter i Östergötland från 1909. Hon var ledamot av Norrköpings livsmedelsnämnd och ordförande för dess kvinnoråd 1916–1919. Hon var sakkunnig i lösdrivarlagstiftningskommittén 1927–1929 och inom  alkoholistlagstiftningen 1928–1930. Romanus-Alfvén är begravd på Norra begravningsplatsen utanför Stockholm.